# Котивец, Александр Алексеевич
Александр Алексеевич Котивец — советский хозяйственный деятель, Герой Социалистического Труда.

## Биография
Родился в 1941 году в посёлке Краснополянский. Член КПСС.
В 1956—1967 — механизатор-грейдерист, в 1967—2001 — звеньевой комсомольско-молодежного звена № 2 отделения № 7 рисоводческого совхоза «Красноармейский» Красноармейского района Краснодарского края, механизатор подсобного хозяйства госплемзавода имени А. И. Майстренко.
Лауреат премии Ленинского комсомола.
Заслуженный механизатор сельского хозяйства РСФСР.
Указом Президиума Верховного Совета СССР от 25 февраля 1981 года присвоено звание Героя Социалистического Труда с вручением ордена Ленина и золотой медали «Серп и Молот».
Делегат XXVI съезда КПСС.
Заслуженный работник сельского хозяйства Кубани.
Живёт в Красноармейском районе.

## Награды и звания
- Герой Социалистического Труда (25.02.1981)
- Орден Ленина (08.04.1971, 25.02.1981)